# Milan Kušnír
Milan Kušnír (* 14. července 1958) je bývalý československý fotbalista, záložník.

## Fotbalová kariéra
Hrál za Slovan Bratislava a VTJ Tábor. V československé lize nastoupil ve 35 utkáních a dal 2 góly.

## Ligová bilance
| Ročník                                   | Zápasy | Góly | Minuty | Klub              |
| ---------------------------------------- | ------ | ---- | ------ | ----------------- |
| 1. československá fotbalová liga 1980/81 | 30     | 2    | 2270   | Slovan Bratislava |
| 1. československá fotbalová liga 1981/82 | 5      | 0    | 200    | Slovan Bratislava |
| CELKEM                                   | 35     | 2    | 2470   |                   |